# اسکیورهولمن
اسکیورهولمن (به سوئدی: Skurholmen) یک منطقهٔ مسکونی در سوئد است که در نوربوتن واقع شده‌است. اسکیورهولمن ۴٬۴۹۲ نفر جمعیت دارد.